# Dongfeng Fengxing Joyear U-Tour V9
Der Dongfeng Fengxing Joyear U-Tour V9 ist ein siebensitziger Van des chinesischen Automobilherstellers Dongfeng Liuzhou Motor, die der Dongfeng Motor Corporation angehört. Die Marke des Fahrzeugs ist Dongfeng, die Submarke Fengxing (international auch als Forthing bekannt). 

## Geschichte
Erstmals vorgestellt wurde das Fahrzeug im September 2023 auf der Internationalen Automobil-Ausstellung in München. Seit April 2024 wird es auf dem chinesischen Heimatmarkt verkauft; der Marktstart erfolgte dort im Juni 2024. Als Konkurrenzmodelle werden unter anderem der Buick GL8 und der Voyah Dreamer genannt. In China sind Vans im Luxussegment schon immer als Statussymbol beliebt. In Deutschland wird das Fahrzeug seit Ende 2024 angeboten. Es wird durch den Importeur Indimo vertrieben.

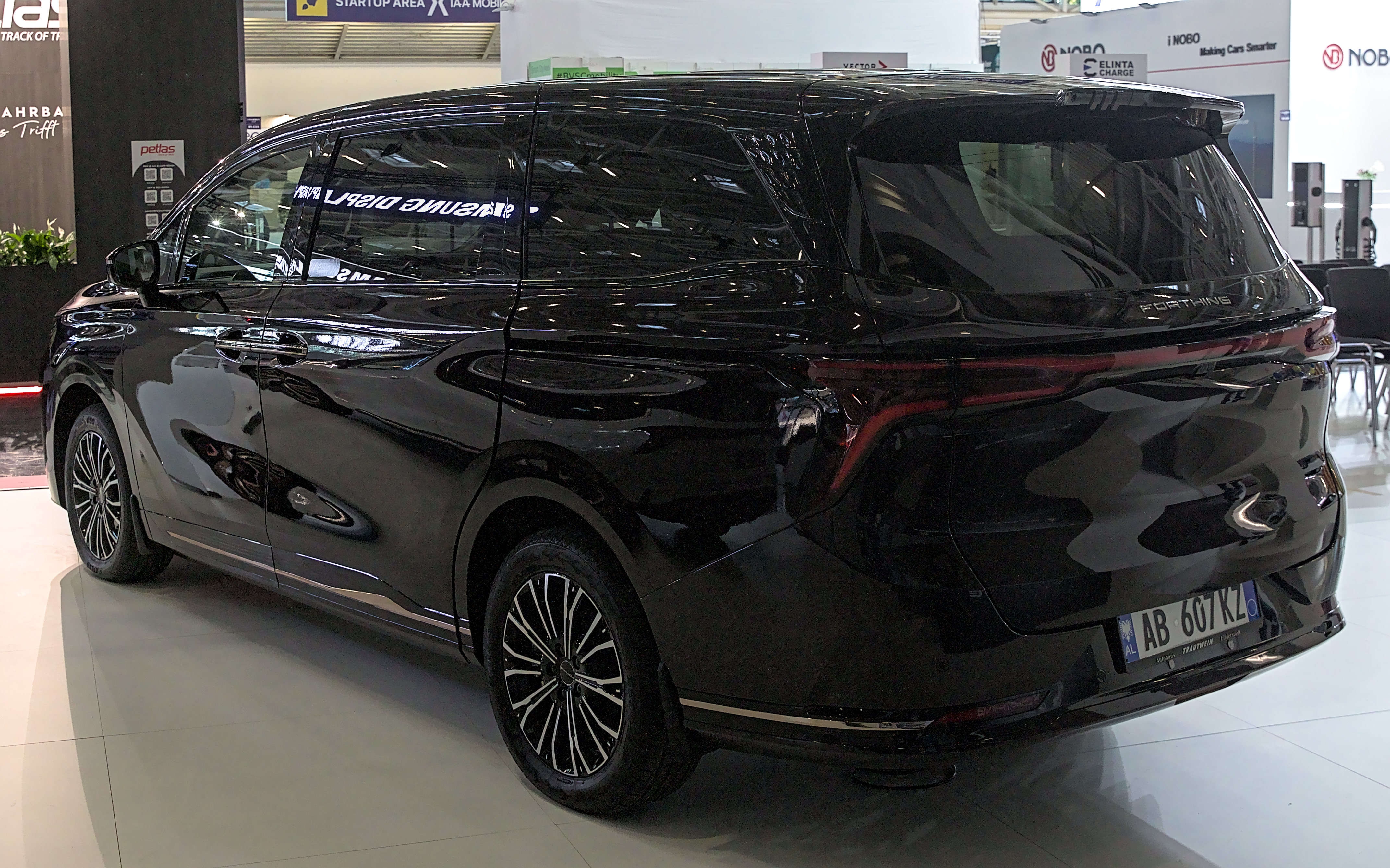
Heckansicht
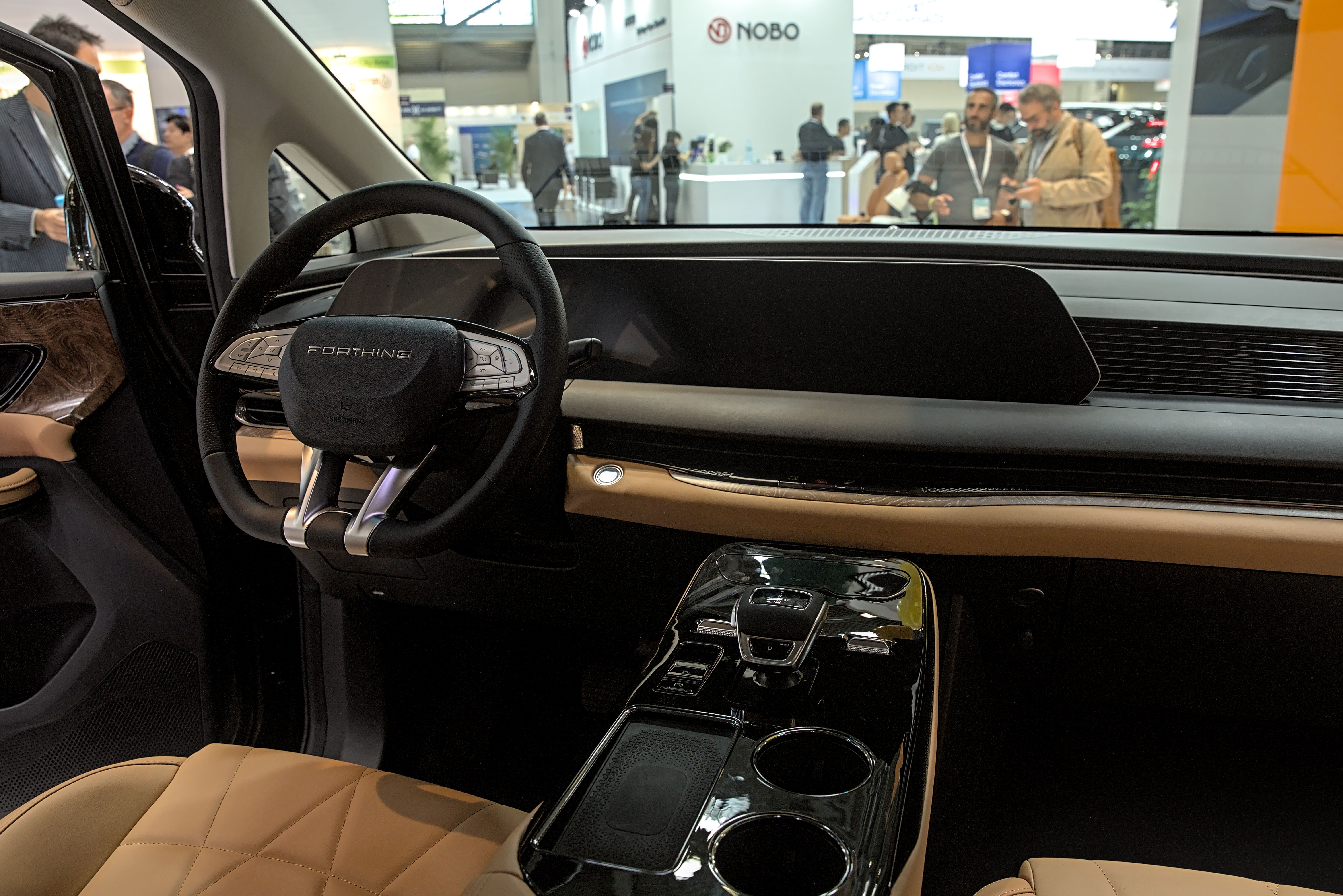
Innenansicht

## Technik
Der Wagen ist rund 5,25 Meter lang, 1,92 Meter breit und 1,82 Meter hoch. Zunächst ist der Van ausschließlich als Plug-in-Hybrid mit einer Systemleistung von 228 kW (310 PS) verfügbar. Es stehen zwei Varianten zur Wahl. Die günstigere hat einen 20,2-kWh-Lithium-Eisenphosphat-Akkumulator und eine elektrische Reichweite von 80 km nach WLTP; das Topmodell hat einen Lithium-Eisenphosphat-Akkumulator mit 34,9 kWh und eine elektrische Reichweite von 160 km nach WLTP. Auf 100 km/h soll der Wagen aus dem Stand in 8,8 Sekunden beschleunigen, die Höchstgeschwindigkeit wird mit 180 km/h angegeben.

### Technische Daten
|                                                   | 1.5TD                       |                             |
| Bauzeitraum                                       | seit 06/2024                | seit 06/2024                |
| Motorkenndaten                                    |                             |                             |
| Motortyp                                          | R4-Ottomotor + Elektromotor | R4-Ottomotor + Elektromotor |
| Hubraum                                           | 1497 cm³                    | 1497 cm³                    |
| max. Leistung Verbrennungsmotor bei min−1         | 113 kW (154 PS) / 5200      | 113 kW (154 PS) / 5200      |
| max. Leistung Elektromotor                        | 150 kW (204 PS)             | 150 kW (204 PS)             |
| max. Systemleistung                               | 228 kW (310 PS)             | 228 kW (310 PS)             |
| max. Drehmoment Verbrennungsmotor bei min−1       | 230 Nm / 3500–4500          | 230 Nm / 3500–4500          |
| max. Drehmoment Elektromotor                      | 310 Nm                      | 310 Nm                      |
| max. Systemdrehmoment                             | 540 Nm                      | 540 Nm                      |
| Kraftübertragung                                  |                             |                             |
| Antrieb                                           | Vorderradantrieb            | Vorderradantrieb            |
| Getriebe                                          | 1-Gang-Hybridgetriebe       | 1-Gang-Hybridgetriebe       |
| Messwerte                                         |                             |                             |
| Höchstgeschwindigkeit                             | 180 km/h                    | 180 km/h                    |
| Beschleunigung, 0–100 km/h                        | 8,8 s                       | 9,5 s                       |
| Kraftstoffverbrauch auf 100 km (CLTC, kombiniert) | 1,9 l Super                 | 1,2 l Super                 |
| Tankinhalt                                        | 60 l                        | 58 l                        |
| Energieinhalt Akku                                | 20,2 kWh                    | 34,9 kWh                    |
| Elektrische Reichweite, WLTP                      | 80 km                       | 160 km                      |
| Abgasnorm                                         | China VI                    | China VI                    |